# Augustin Bey
Augustin Bey (* 6. Juni 1995 in Sarrebourg) ist ein französischer Leichtathlet, der sich auf den Weitsprung spezialisiert hat.

## Sportliche Laufbahn
Augustin Bey startete 2013 in seinen ersten Wettkämpfen gegen die nationale Konkurrenz. Damals belegte er den zehnten Platz im Weitsprung bei den Französischen U20-Hallenmeisterschaften und wurde in der gleichen Altersklasse im Sommer Achter im Dreisprung. Zu Beginn seiner Leichtathletiklaufbahn trat er, neben den Sprungdisziplinen, auch in der Kurzsprintwettbewerben an. 2014 gewann er bei den Französischen U20-Meisterschaften jeweils Silber im Weitsprung und im Dreisprung. 2015 gewann Bey auch bei den U23-Hallenmeisterschaften Frankreichs die Silbermedaille im Weitsprung. Ende Juni verbesserte er sich auf eine Weite von 7,68 m und qualifizierte sich damit für die U23-Europameisterschaften in Tallinn. Bei diesen ging er Anfang Juli an den Start, blieb in der Qualifikation allerdings fast einen Meter hinter seiner Bestleistung aus dem vorherigen Wettkampf zurück und schied somit vorzeitig aus. 2017 gewann Bey die Bronzemedaille bei den Französischen Hallenmeisterschaften. Im Juli sprang er im Finale der Französischen Meisterschaften mit 7,79 m eine neue Bestleistung und belegte damit den sechsten Platz. 2018 trat er in Spanien bei den Mittelmeerspielen an. In der Qualifikation verbesserte er sich auf 7,90 m und zog damit in das Finale ein, das er auf dem neunten Platz beendete. 2019 übersprang er im Finale der Französischen Meisterschaften zum ersten Mal die Marke von 8 Metern, wenngleich diese aufgrund zu starken Rückenwindes nicht offiziell als neue Bestleistung anerkannt wurde. Damit sicherte er sich dennoch seinen ersten nationalen Meistertitel. 
2020 gewann er mit persönlicher Hallenbestleistung von 8,06 m den Französischen Meistertitel. Anfang August sprang er in Brüssel eine Weite von 8,13. Anschließend verzichtete er in Vorbereitung der Olympischen Sommerspiele in Tokio auf eine Teilnahme an den Französischen Meisterschaften. 2021 sprang er an seinem Geburtstag in Hengelo eine Weite von 8,16 m. Aufgrund seiner Platzierung auf der Weltrangliste schaffte er damit die Qualifikation für die Olympischen Spiele. Dort brachte er in der Qualifikation allerdings keine gültige Weite zustande und schied damit vorzeitig aus. 2022 trat er zum zweiten Mal nach 2018 bei den Mittelmeerspielen in Algerien an und konnte sich gegen die Konkurrenz durchsetzen. Kurz darauf trat er bei den Europameisterschaften in München an. In der Qualifikation kam er auf eine Weite von 7,73 m, womit er äußerst knapp den Einzug in das Finale verpasste.
Bey gewann im Laufe seiner Leichtathletikkarriere bislang insgesamt drei französische Meistertitel, in der Freiluft (2019, 2020) und einmal in der Halle (2020).

## Wichtige Wettbewerbe
| Jahr                   | Veranstaltung             | Ort                    | Platz                  | Disziplin              | Weite                  |
| Startet für Frankreich | Startet für Frankreich    | Startet für Frankreich | Startet für Frankreich | Startet für Frankreich | Startet für Frankreich |
| ---------------------- | ------------------------- | ---------------------- | ---------------------- | ---------------------- | ---------------------- |
| 2015                   | U23-Europameisterschaften | Tallinn                | 10. (Quali.)           | Weitsprung             | 6,74 m                 |
| 2018                   | Mittelmeerspiele          | Tarragona              | 9.                     | Weitsprung             | 7,50 m                 |
| 2021                   | Olympische Sommerspiele   | Tokio                  |                        | Weitsprung             | o.g.V.                 |
| 2022                   | Mittelmeerspiele          | Oran                   | 1.                     | Weitsprung             | 7,99 m                 |
| 2022                   | Europameisterschaften     | München                | 13.                    | Weitsprung             | 7,73 m                 |

## Persönliche Bestleistungen
Freiluft
- Weitsprung: 8,16 m, 6. Juni 2021, Hengelo

Halle
- Weitsprung: 8,06 m, 29. Februar 2020, Liévin

## Sonstiges
Bey studierte Wirtschaftswissenschaften an der Universität von Paris.